# 深湾汇云中心

深灣匯雲中心，是中國深圳市的一座摩天大樓，位于深圳灣的超級總部，高359公尺、80層樓，於2016年動工、2023年完工，是深圳第十一高樓。